# Хармут XIV фон Кронберг
Хармут XIV фон Кронберг (на немски: Hartmut XIV von Kronberg; * 1550; † 21 юни 1606) е благородник от рицарския род Кронберг (в Таунус), „оберамтман“ на Хьохст (част от Франкфурт на Майн), Хофхайм и Лор на Майн в Графство Ринек в Курфюрство Майнц.
Той е вторият син на Курмайнцския маршал, гросхофмайстер и оберамтман на Хьохст, Хартмут XIII фон Кронберг (1517 – 1591) и първата му съпруга Барбара фон Зикинген (1522 – 1577), дъщеря на Швайкхард фон Зикинген, бургграф на Алцай (1500 – 1562), и Анна фон Хандшухсхайм (1500 – 1539). Баща му Хартмут фон Кронберг се жени втори път 1570 г. за Маргарета Брендел фон Хомбург († 1588).
Брат е на Франц фон Кронберг († 1605), амтман в Хьохст, Йохан Швайкхард фон Кронберг (1553 – 1626), курфюрст и архиепископ на Майнц (1604 – 1626), ерцканцлер на Свещената Римска империя, и Йохан Георг II фон Кронберг (1561 – 1608), главен амтман на Хьохст и Хофхайм.
Хармут XIV фон Кронберг и брат му Франц фон Кронберг († 1605) поемат светски постове в архиепископството Майнц.
Хармут XIV фон Кронберг умира на 21 юни 1606 г. на 66 години и е погребан в катедралата на Майнц.

## Фамилия
Хармут XIV фон Кронберг се жени пр. 1590 г. за Маргарета Брендел фон Хомбург (* 12 февруари 1559 в Ашафенбург; † погребана на 15 октомври 1619 в катедралата на Майнц), дъщеря на Еберхард Брендел фон Хомбург и Гертруд Рюд фон Коленберг († 1574). Те имат една дъщеря:
- Магдалена фон Кронберг († 29 август 1616, Майнц, погребана в катедралата Майнц), омъжена на 17 август 1604 г. в катедралата на Майнц за фрайхер Волф Дитрих Кемерер фон Вормс-Далберг (* ок. 1570; † 1 юли 1618 в Ашафенбург).